# Alexandre Pons
Pour les articles homonymes, voir Pons.
Alexandre Pons, né le 2 juillet 1877 à Rieumes en Haute-Garonne dans le diocèse de Toulouse, et décédé le 28 novembre 1938 à Tunis, est un religieux français qui fut protonotaire apostolique et chanoine théologal à la primatiale de Carthage.

## Biographie
Alexandre Pons est le fils d’Eugène Pons, artisan carrossier-forgeron né en 1849 à Rieumes et de Louise Aragon née en 1855 à Pébées dans le Gers.
Il a d'abord étudié à l'école communale de Rieumes, puis au petit séminaire de Toulouse et enfin au grand séminaire d’Oran. Il a également étudié l’arabe. Il possède un doctorat en théologie et une licence de philosophie de l’institut catholique de Toulouse[réf. nécessaire]
Il a été ordonné prêtre le 9 juin 1900 à Toulouse par Mgr Germain, archevêque à Toulouse[réf. nécessaire].
Il a été professeur au collège du Caousou à Toulouse, puis vicaire en Algérie, et admis chez les missionnaires diocésains de Lyon.
Nommé chanoine théologal de la primatiale de Carthage et de l’archidiocèse en 1911, il était réputé pour la « Messe des Hommes » à la cathédrale de Tunis.
Il est décédé le 28 novembre 1938 à la clinique Saint-Augustin (clinique de la prélature à Tunis) des suites d’une agression.

## Ouvrages
- Propos de piété, Téqui, 1910[6]
- L'Expérience religieuse de Chateaubriand, Lethielleux, 1912[7]
- Une méditation dramatisée de la mort de Jésus ou les sept heures de la passion (d'après un manuscrit du Chancelier Gerson), Librairie Castermann, 1914[8].
- La Guerre et l'Âme française, avec l'Abbé E. Loutil, Bloud & Gay, 1915[9]
- Il n'y a pas de morts : la doctrine de la survie..., Librairie Roblot, Paris, 1916[10]
- Face à l’épreuve, Librairie  Roblot, Paris[réf. souhaitée], 1917[11]
- Jésus chez les juifs d’hier et les chrétiens d’aujourd’hui, Tomes 1 et 2, Librairie P. Lethielleux, Paris, 1920[12]
- La nouvelle Église d'Afrique ou le catholicisme en Algérie, en Tunisie et Maroc depuis 1830, Librairie Namura, Tunis, 1930[3],[Note 3]
- Le Banquet du seigneur, ou la communion d'après les docteurs et la pratique de l'ancienne Église d'Afrique, Librairie Namura, Tunis
- « De Tunis à Casablanca sous le signe de l'équinoxe », L'Atlas du 13 mars 1932 (hebdomadaire marocain)